# Kanton Bastia-4
Kanton Bastia-4 (francouzsky Canton de Bastia-4) je francouzský kanton v departementu Haute-Corse v regionu Korsika. Je tvořen částí města Bastia.